# Podmotsa
Podmotsa (ook Podmodsa, Podmogolitsõ, Potmolitsa, Potvitsa, Parve of Kalda genoemd, Russisch: Подмоца) is een plaats in Estland. Ze ligt in de gemeente Setomaa, provincie Võrumaa, en telt 11 inwoners (2021). De plaats heeft de status van dorp (Estisch: küla).
Tot in 2017 behoorde het dorp tot de gemeente Värska in de provincie Põlvamaa. In dat jaar werd Värska bij de gemeente Setomaa gevoegd en verhuisde ze meteen ook naar de provincie Võrumaa.

## Ligging
Podmotsa ligt aan het Meer van Pskov en aan de grens met Rusland. Dankzij het grillige verloop van de grens is de plaats aan drie kanten omgeven door Russisch gebied. In het westen ligt Doebki, een Russische exclave, die over land alleen via Estland te bereiken is. In het noorden ligt het Meer van Pskov met het eiland Kolpina, dat ongeveer 600 meter van het dorp verwijderd ligt. In het oosten ligt de grensrivier Kuuliska (Russisch: Кулейская, Koelejskaja). Aan de overkant ligt het Russische dorp Koelje (Кулье). In het zuiden ligt het Estische dorp Velna.
Op het plaatselijke kerkhof staat een tsässon, een oosters-orthodoxe kapel. Het houten bouwwerk dateert uit 1893 en is sindsdien diverse malen gerenoveerd.

## Geschiedenis
Podmotsa werd voor het eerst genoemd in 1563 onder de naam Молгино Подмогилье (Molgino Podmogilje). Het was een dorp en tevens исадъ (isad), visgrond. Tot 1764 was het klooster in Petsjory de eigenaar van het dorp. In de 19e eeuw lag het dorp in een nulk, een regio waar de taal Seto werd gesproken, de nulk Tsätski. Tsätski lag in de gemeente Lobotka met Lobotka als hoofdplaats. Kerkelijk viel het dorp onder de Kerk van de Heilige Elia in Koelje. Het gebied rond het dorp kwam pas in 1919, tijdens de Estische Onafhankelijkheidsoorlog, onder Estland; daarvoor viel het onder het Russische Gouvernement Pskov. Vanaf 1922 viel Podmotsa onder de Estische gemeente Järvesuu, die sinds 1950 Värska heet. De naam Podmotsa in Latijns schrift werd voor het eerst gebruikt in 1885. In de jaren daarna waren ook de varianten Potmolitsa, Potvitsa en Podmogolitsõ in gebruik. Het zuidelijk deel van het dorp heet Haibakülä.

## Foto's

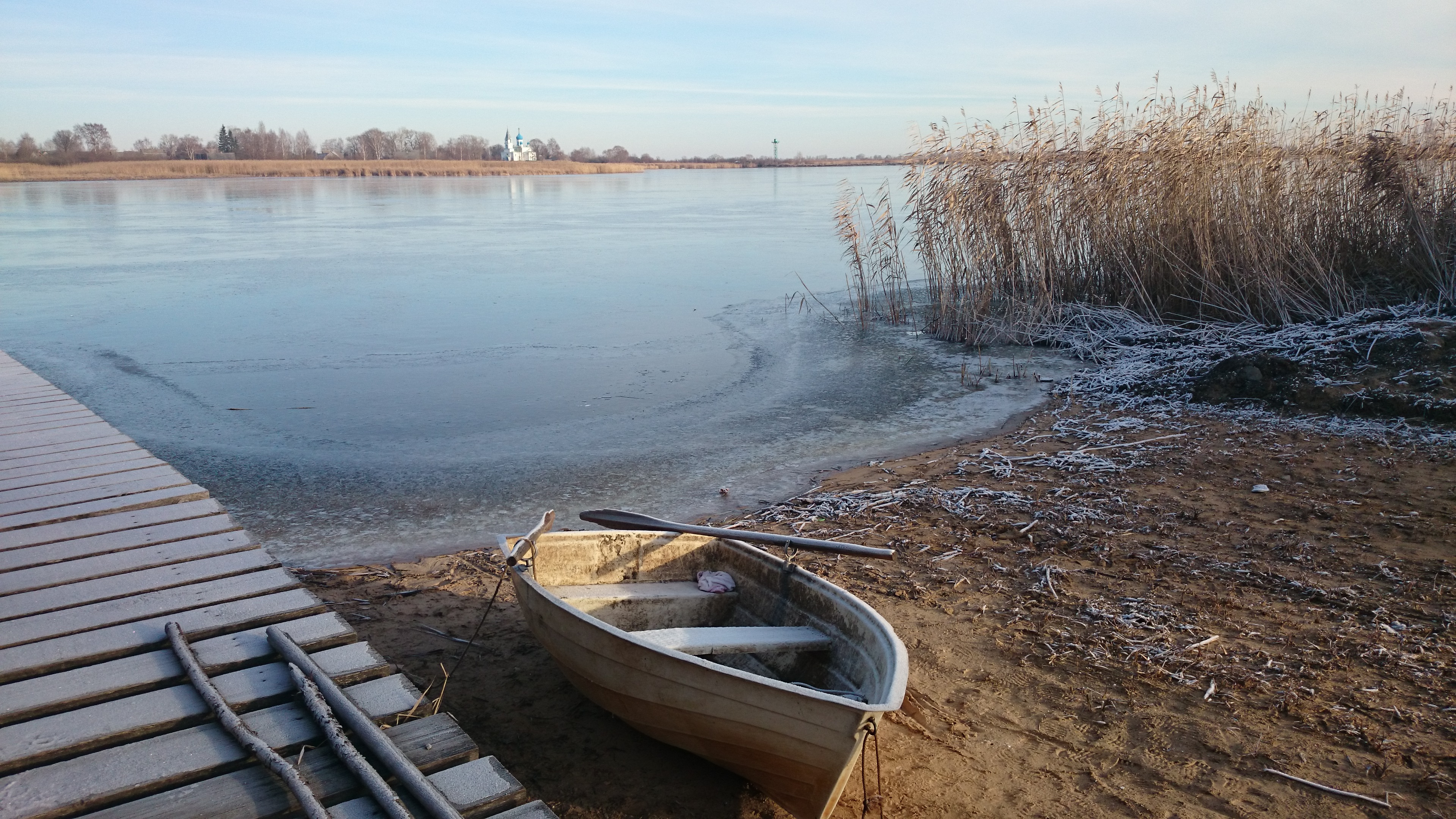
De rivier Kuuliska. Aan de overkant: Koelje
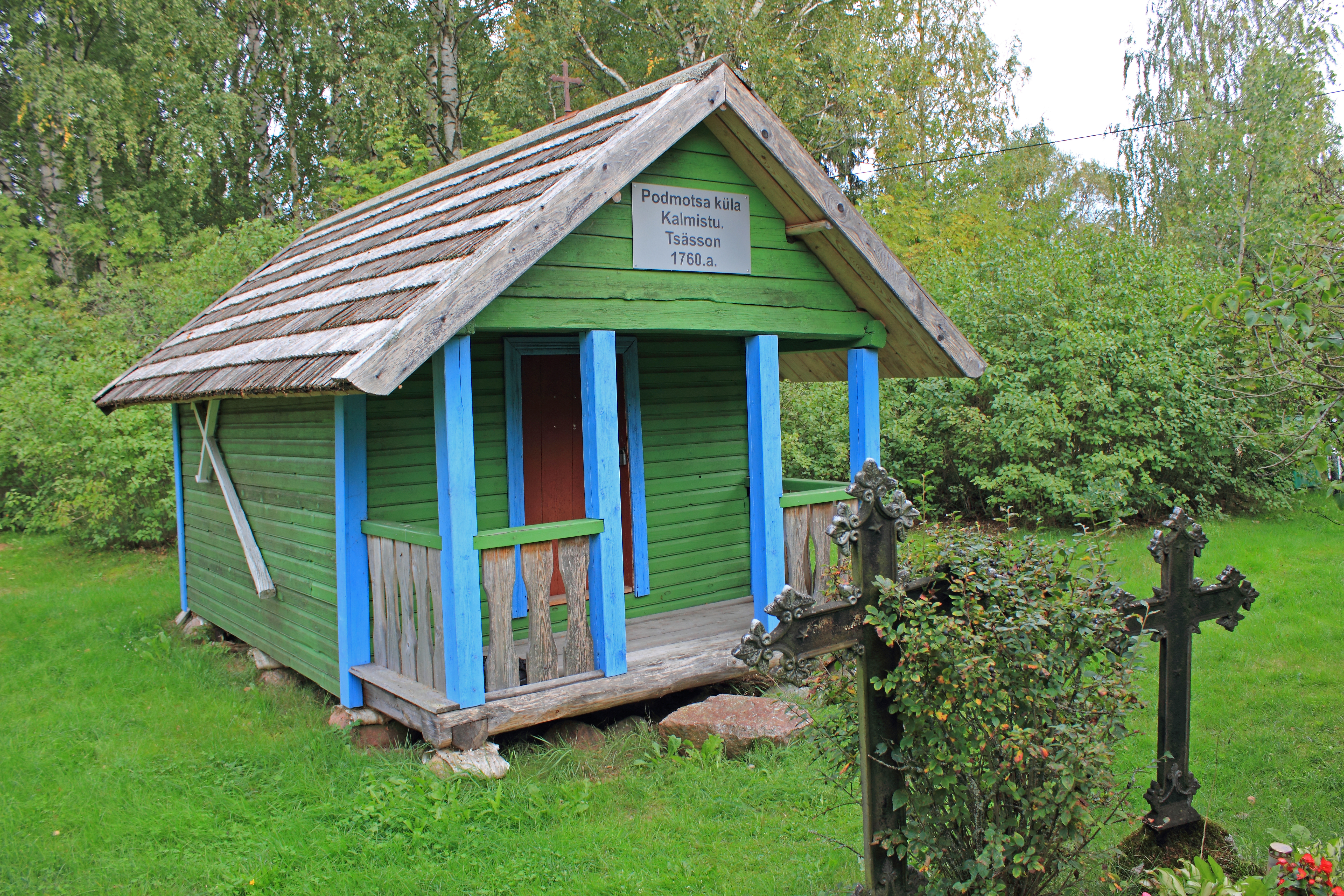
De orthodoxe kapel
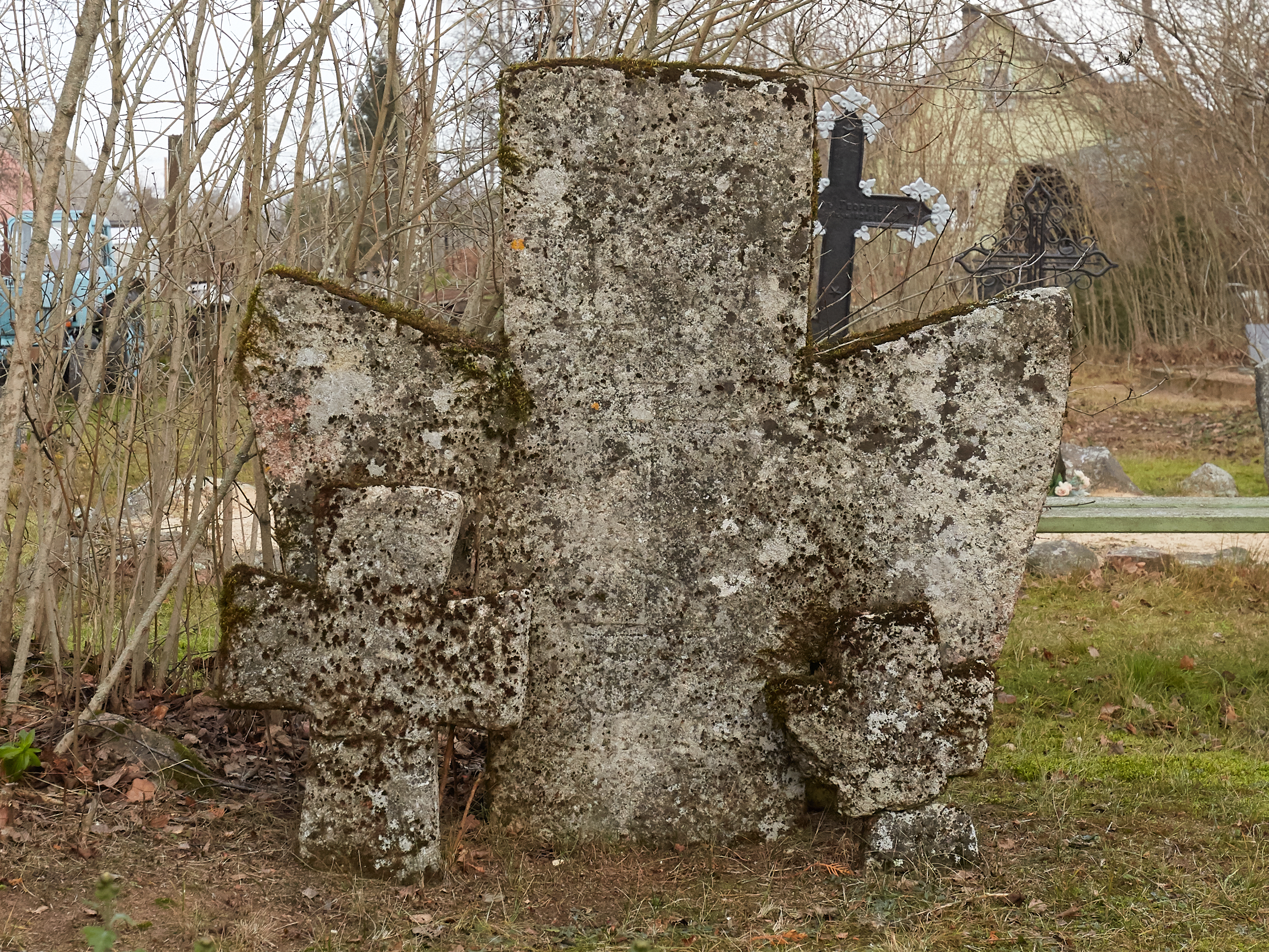
Stenen kruisen op het kerkhof